# Mamadou Danfa (Fußballspieler, 2001)
Mamadou Lamine Danfa (* 6. März 2001) ist ein senegalesischer Fußballspieler auf der Position eines Stürmers und Flügelspielers.

## Verein
Mamadou Danfa wurde am 6. März 2001 geboren und spielte in seiner Heimat für den Erstligisten Casa Sports aus Ziguinchor. In der teilweise sehr dicht gestaffelten Endtabelle belegte er mit der Mannschaft 2018/19 den achten Platz. Während dieser Zeit schaffte er auch den Sprung in die senegalesische Nationalmannschaft. Davor war er unter anderem bereits für die senegalesischen U-20-Junioren aktiv gewesen. Aufgrund seiner Einsätze im U-20-Afrika-Cup 2019 und seiner Beteiligung an der U-20-Weltmeisterschaft 2019 in Polen wurden internationale Vereine auf den jungen Senegalesen aufmerksam. Nachdem die Liga in Senegal aufgrund der COVID-19-Pandemie vorzeitig abgebrochen werden musste, wechselte Danfa in weiterer Folge zum ukrainischen Erstligisten Kolos Kowaliwka, bei dem er einen Vertrag bis zum Jahresende 2022 unterzeichnete. In der Ukraine kam er während der Meisterrunde 2019/20 zu seinem Pflichtspieldebüt, als er von seinem Trainer, dem einstigen Profispieler Ruslan Kostischin, am 14. Juni 2020 bei einer 0:1-Heimniederlage gegen Schachtar Donezk in der 75. Spielminute für Oleh Iljin auf den Rasen kam. Danach saß der Rechtsaußen noch in zwei weiteren Spielen der Meisterrunde uneingesetzt auf der Ersatzbank und beendete die Saison mit seiner Mannschaft auf dem sechsten Tabellenplatz.
In die Premjer-Liha 2020/21 saß Danfa anfangs ebenfalls zumeist uneingesetzt auf der Ersatzbank und fand erst Mitte Oktober 2020 Berücksichtigung. Bereits bei seinem zweiten Einsatz in dieser Saison konnte er am 25. Oktober bei einem 2:2-Heimremis gegen den FK Mynaj seinen ersten Pflichtspieltreffer für die Ukrainer erzielen, als er in der 63. Spielminute zum 2:2-Endstand traf. Danach kam er immer wieder zum Einsatz, dabei zumeist allerdings als Ersatzspieler auf der linken oder rechten Außenbahn. Bis dato (Stand: 7. März 2021) hatte es Danfa in dieser Saison auf sieben Meisterschaftseinsätze und einen -treffer gebracht und rangiert mit seiner Mannschaft im Tabellenmittelfeld der Premjer-Liha. Im ukrainischen Fußballpokal 2020/21 war er mit seiner Mannschaft im Elfmeterschießen des Viertelfinales gegen Dynamo Kiew ausgeschieden, fand in diesem Wettbewerb jedoch mehr Berücksichtigung und fungierte zumeist als Stammspieler in der Offensive.
Im Januar 2022 folgte dann der Wechsel zum nordmazedonischen Erstligisten KF Shkupi, wo er am Saisonende mit der nationalen Meisterschaft den ersten Titel seiner Karriere feiern konnte. Mit dem KF Ballkani gewann er in der Saison 2023/24 das Double aus kosovarischer Meisterschaft und dem Pokalsieg. Seit dem 9. Dezember 2024 steht Danfa nun beim amtierenden Meister Lincoln Red Imps FC in der Gibraltar National League unter Vertrag.

## Nationalmannschaft
Im Jahr 2019 nahm Danfa mit seinem Heimatland an der U-20-Afrikameisterschaft 2019 im Niger teil und kam dabei im Gruppenspiel gegen Ghana zum Einsatz, wobei ihm auch eine Torvorlage für Youssouph Badji, seinen damaligen Mannschaftskollegen von Casa Sports, gelang. Bis der Senegal im Elfmeterschießen des Finales gegen Mali ausschied, kam Danfa auch noch zu einem Kurzeinsatz im Halbfinale gegen Südafrika. Aufgrund der Platzierung bei der Afrikameisterschaft qualifizierte er sich mit seinem Heimatland für die zwischen Mai und Juni 2019 stattfindende U-20-Weltmeisterschaft 2019 in Polen. Von Youssouph Dabo wurde er im Mai 2019 in das 21-köpfige senegalesische Spieleraufgebot für die Weltmeisterschaft berufen. Während des Turniers saß er in allen Spielen seiner Mannschaft, die erst im Viertelfinale im Elfmeterschießen gegen Südkorea ausschied, auf der Ersatzbank, von der er lediglich im letzten Spiel seiner Mannschaft ab der 99. Minute für Ousseynou Niang ins Spiel kam und in der Nachspielzeit nach 120 Minuten mit seiner Vorlage für Amadou Ciss sein Heimatland ins Elfmeterschießen brachte. In diesem konnte er den ersten Elfmeter seines Heimatlandes verwandeln.
Am 3. August 2019, zu diesem Zeitpunkt noch Spieler bei Casa Sports, debütierte Danfa in der senegalesischen A-Nationalmannschaft, als er anlässlich der Qualifikation zur Afrikanischen Nationenmeisterschaft 2020 von Aliou Cissé im Erstrundenrückspiel gegen Liberia eingesetzt wurde. Beim 3:0-Erfolg des Senegals kam er in Minute 60 für Djibril Guèye auf den Rasen und schaffte in weiterer Folge nach einem Gesamtergebnis von 1:2 gegen Guinea in Runde 2 nicht den Einzug in die Endrunde.

## Erfolge
- Nordmazedonischer Meister: 2022
- Kosovarischer Meister: 2024
- Kosovarischer Pokalsieger: 2024